# Крайцери проект 66
Крайцери проект 66, са проект тежки крайцери на ВМФ на СССР, разработван в периода 1947 – 1954 г. Според специфичната съветска класификация се наименува среден крайцер, тъй като заема междинното място между леките крайцери от проекта 68-бис и „тежките“ (фактически линейни) крайцери от проекта 82. Проектира се с оглед постигане на превъзходство над американските тежки крайцери от типа „Де Мойн“. Към началото на 1950-те години разработката влиза в задънена улица, отхвърлена е от флота и е прекратена на стадий коригиран ескизен проект.

## История на проектирането
Идеята за строителство на крайцери близки по параметрите на чуждестранните „вашингтонски“ крайцери се появява през 1941 г., след като в Ленинград е доведен на буксир купеният от Германия тежък крайцер „Лютцов“ от типа „Адмирал Хипер“, станал във ВМФ на СССР „Петропавловск“. През май 1941 г. наркома и командващ на ВМФ на СССР Н. Г. Кузнецов утвърждава заданието за разработка на крайцера проект 82, въоръжен с 203-мм оръдия и близък по тактико-технически характеристики до „Лютцов“. В годините на Великата Отечествена война разработката на проекта е продължена от ЦКБ-17. През 1943 г. специалистите му предлагат да се въоръжи новия крайцер с оръдия увеличен калибър – 210 – 230 мм, което, по тяхно мнение, ще осигури на кораба огнево превъзходство над чуждестранните крайцери с 203-мм артилерия.

## Оценка на проекта
Крайцера проект 66 става последния голям артилерийски кораб, разработен в СССР. Замислен като съветския отговор на американските тежки крайцери от типа „Де Мойн“, той се оказва почти с 10 000 тона по-голяма водоизместимост. Въпреки това, той няма решаващо преимущество пред своя американски опонент. Превъзходството в далечината на стрелба с главния калибър не може да бъде реализирана поради несъвършенствата в системата за управление на огъня, а при близък бой преимущество в огнева мощ получава по-скорострелният американски крайцер. Размерите на проекта 66 не съответстват на неговата реална ударна мощ, при това, че по размери той се приближава до много по-мощните кораби от проекта 82. Зенитното въоръжение на крайцера също се разглежда като негарантиращо отразяването даже на ограничени авиационни удари. За сметка на това кораба се оказва прекалено скъп, неговата цена при серийно строителство се оценява на 900 милиона съветски рубли. За сравнение, крайцер от проекта 82 струва 1168 милиона рубли, а крайцер от проекта 68-бис – 322 милиона рубли.
Съществува мнение, че крайцерите от проекта 66 са предназначени за действие в състава на перспективните авионосни съединения на съветския флот, повишавайки тяхната бойна устойчивост. Обаче за това неговото зенитно въоръжение следва да бъде сериозно усилено, което би повлякло зад себе си последващ ръст на размерите и стойността. Построяването на самолетоносачите и крайцерите от проекта 66 би следвало да се води на едни и същи заводи, което прави едновременното осъществяване на програмата малко вероятно. Главният кораб на проекта 66 даже при най-благоприятни обстоятелства не може да бъде въведен в строй по-рано от 1958 г. Но в началото на 1950-те години ръководството на ВМФ на СССР започва да възлага своите надежди на новите типове въоръжения, в частност на противокорабните ракети. В крайна сметка, разработката на проекта е прекратена, което поставя точка в развитието на големи артилерийски кораби в съветския флот.